# Liste der Abgeordneten zum Galizischen Landtag (X. Wahlperiode)
Diese Liste der Abgeordneten zum Galizischen Landtag (X. Wahlperiode) listet alle Abgeordneten zum Galizischen Landtag des Kronlandes Galizien und Lodomerien in der X. Wahlperiode auf. Die Wahlperiode reichte von 1913 bis 1918.

## Landtagsabgeordnete
Die Tabelle enthält im Einzelnen folgende Informationen:
| Name:        | Name des Abgeordneten |
| Wahlklasse:  | Die dem Klassenwahlrecht entsprechende Wahlklasse bzw. Kurie: I. Wahlklasse = Virilstimme (Bischöfe und Rektoren); II: Adelige des Großen Grundbesitzes; III: Handels- und Gewerbekammer; IV: Zensuswahlklasse unterteilt nach Städten/Orten bzw. Landgemeinden; |
| Region:      | Die im Wahlbezirk enthaltenen Städte bzw. Gerichtsbezirke (Landgemeindewahlbezirke) |
| Anmerkungen: | Veränderungen während der Periode durch Tod, Mandatsverzicht oder spätere Angelobung |

| Name                         | Wahlklasse                 | Region                                         | Anmerkung        |
| ---------------------------- | -------------------------- | ---------------------------------------------- | ---------------- |
| Abrahamowicz Dawid           | Großgrundbesitz            | 16. Wahlkreis Lemberg                          |                  |
| Adam Ernest                  | Städte                     | 1. Wahlkreis Lemberg                           |                  |
| Aschkenaze Tobiasz           | Städte                     | 6. Wahlkreis Brody                             |                  |
| Baczyński Włodzimierz        | Landgemeinden              | 6. Wahlkreis Podhajce                          |                  |
| Badeni Stanisław             | Landgemeinden              | 43. Wahlkreis Kamionka Strumiłowa              |                  |
| Bandrowski Ernest            | Städte                     | 2. Wahlkreis Krakau                            |                  |
| Barański Włodzimierz         | Großgrundbesitz            | 13. Wahlkreis Stryj                            |                  |
| Bardel Franciszek            | Landgemeinden              | 53. Wahlkreis Wieliczka                        |                  |
| Bednarski Jan                | Landgemeinden              | 64. Wahlkreis Nowy Targ                        |                  |
| Bemadzikowski Szymon         | Landgemeinden              | 52. Wahlkreis Brzesko                          |                  |
| Biały Stanisław              | Landgemeinden              | 27. Wahlkreis Dubiecko                         |                  |
| Biesiadecki Franciszek       | Großgrundbesitz            | 2. Wahlkreis Brzeziny                          |                  |
| Bilczewski Józef             | Virilstimme                | römisch-katholischer Erzbischof von Lemberg    |                  |
| Biliński Leon                | Städte                     | 4. Wahlkreis Stanisławów                       |                  |
| Bobrzyński Michał            | Großgrundbesitz            | 1. Wahlkreis Krakau                            |                  |
| Bojko Jakub                  | Landgemeinden              | 67. Wahlkreis Dąbrowa                          |                  |
| Bosak Jędrzej                | Landgemeinden              | 54. Wahlkreis Jasło                            |                  |
| Brunicki Julian              | Großgrundbesitz            | 13. Wahlkreis Stryj                            |                  |
| Burzyński Mieczysław         | Landgemeinden              | 30. Wahlkreis Buczacz                          |                  |
| Bzowski Kazimierz            | Landgemeinden              | 73. Wahlkreis Myślenice                        |                  |
| Cegielski Longin             | Landgemeinden              | 4. Wahlkreis Bobrka                            |                  |
| Chomyszyn Grzegorz           | Virilstimme                | griechisch-katholischer Bischof von Stanislau  |                  |
| Cielecki-Zaremba Artur       | Großgrundbesitz            | 5. Wahlkreis Czortków                          | trat 1914 zurück |
| Cieński Tadeusz              | Großgrundbesitz            | 5. Wahlkreis Czortków                          |                  |
| Czartoryski Witold           | Landgemeinden              | 16. Wahlkreis Jaroslaw                         |                  |
| Czechowicz Konstanty         | Virilstimme                | griechisch-katholischer Bischof von Przemyśl   |                  |
| Dąmbski Aleksander           | Großgrundbesitz            | 3. Wahlkreis Przemyśl                          |                  |
| Dąmbski Stanisław            | Großgrundbesitz            | 12. Wahlkreis Rzeszów                          |                  |
| Długosz Władysław            | Landgemeinden              | 55. Wahlkreis Gorlice                          |                  |
| Doliński Franciszek          | Städte                     | 3. Wahlkreis Przemysl                          |                  |
| Dumka Paweł                  | Landgemeinden              | 37. Wahlkreis Tarnopol                         |                  |
| Dymitr Dr                    | Landgemeinden              | 42. Wahlkreis Brody                            |                  |
| Dzieduszycki Władysław       | Großgrundbesitz            | 14. Wahlkreis Stanisławów                      |                  |
| Federowicz Jan               | Städte                     | 2. Wahlkreis Krakau                            |                  |
| Garapich Michał              | Großgrundbesitz            | 7. Wahlkreis Ternopil                          |                  |
| German Ludomił               | Städte                     | 18. Wahlkreis Gorlice, Jasio                   |                  |
| Głąbiński Stanisław          | Städte                     | 1. Wahlkreis Lemberg                           |                  |
| Goetz-Okocimski Jan          | Großgrundbesitz            | 1. Wahlkreis Krakau                            |                  |
| Gołuchowski Adam             | Großgrundbesitz            | 5. Wahlkreis Czortków                          |                  |
| Górkiewicz Franciszek        | Landgemeinden              | 71. Wahlkreis Wadowice                         |                  |
| Gromnicki Jan                | Landgemeinden              | 40. Wahlkreis Trembowla                        |                  |
| Haempel Karol                | Städte                     | 9. Wahlkreis Biała                             |                  |
| Halban Alfred                | Städte                     | 8. Wahlkreis Drohobycz                         |                  |
| Hołubowicz Izydor            | Landgemeinden              | 39. Wahlkreis Zbaraż                           |                  |
| Horbaczewski Antoni          | Landgemeinden              | 9. Wahlkreis Czortków                          |                  |
| Hupka Jan                    | Großgrundbesitz            | 6. Wahlkreis Tarnów                            |                  |
| Jabłoński Stanisław          | Städte                     | 12. Wahlkreis Rzeszów                          |                  |
| Jahl Władysław               | Städte                     | 7. Wahlkreis Jaroslaw                          |                  |
| Jaworski Władysław Leopold   | Großgrundbesitz            | 1. Wahlkreis Krakau                            |                  |
| Jaworski Jan                 | Landgemeinden              | 23. Wahlkreis Stary Sambor                     |                  |
| Jędrzejowicz Adam            | Großgrundbesitz            | 12. Wahlkreis Rzeszów                          |                  |
| Kapuściński Aleksander       | Landgemeinden              | 8. Wahlkreis Borszczów                         |                  |
| Kasznica Stanisław           | Großgrundbesitz            | 9. Wahlkreis Sambor                            |                  |
| Kędzior Andrej               | Landgemeinden              | 70. Wahlkreis Miele                            |                  |
| Kieski Jan                   | Städte                     | 15. Wahlkreis Kołomyja                         |                  |
| Kiweluk Jan                  | Landgemeinden              | 10. Wahlkreis Husiatyn                         |                  |
| Kochanowski Iwan             | Landgemeinden              | 17. Wahlkreis Jaworów                          |                  |
| Konopka Jan                  | Großgrundbesitz            | 6. Wahlkreis Tarnów                            |                  |
| Korrnosz Teofil              | Landgemeinden              | 15. Wahlkreis Przemyśl                         |                  |
| Korytowski Witold            | Städte                     | 10. Wahlkreis Nowy Sącz                        |                  |
| Kostanecki Kazimierz         | Virilstimme                | Jagiellonen-Universität                        |                  |
| Koziebrodzki Ludwik          | Großgrundbesitz            | 7. Wahlkreis Ternopil                          |                  |
| Kozłowski Włodzimierz        | Großgrundbesitz            | 3. Wahlkreis Przemyśl                          | trat 1914 zurück |
| Krasicki August              | Landgemeinden              | 25. Wahlkreis Lisko                            |                  |
| Krężel Adam                  | Landgemeinden              | 68. Wahlkreis Pilzno                           |                  |
| Krzeczunowicz Aleksander     | Großgrundbesitz            | 2. Wahlkreis Brzeziny                          |                  |
| Krzeczunowicz Walerian       | Landgemeinden              | 1. Wahlkreis Lemberg                           |                  |
| Krzysztofowicz Mikołaj       | Großgrundbesitz            | 15. Wahlkreis Kolomyia                         |                  |
| Kurowice Jan                 | Landgemeinden              | 35. Wahlkreis Kałusz                           |                  |
| Łahodyński Mikołaj           | Landgemeinden              | 31. Wahlkreis Nadwórna                         |                  |
| Laskowski Kazimierz          | Großgrundbesitz            | 8. Wahlkreis Sanok                             |                  |
| Łaskuda Michał               | Landgemeinden              | 65. Wahlkreis Limanowa, Skrzydlna              |                  |
| Ławruk Paweł                 | Landgemeinden              | 13. Wahlkreis Kosów                            |                  |
| Łazaski Stanisław            | Landgemeinden              | 72. Wahlkreis Biala                            |                  |
| Leo Juliusz                  | Städte                     | 2. Wahlkreis Krakau                            |                  |
| Lewicki Konstanty            | Landgemeinden              | 5. Wahlkreis Rohatyn                           |                  |
| Lewicki Lew                  | Landgemeinden              | 36. Wahlkreis Żurawno                          |                  |
| Lisiewicz Aleksander         | Städte                     | 1. Wahlkreis Lemberg                           |                  |
| Loewenstein Natan            | Handels- und Gewerbekammer | Lemberg                                        |                  |
| Lubomirski Andrzej           | Großgrundbesitz            | 10. Wahlkreis Żółkiew                          |                  |
| Maciuszek Józef              | Landgemeinden              | 62. Wahlkreis Nowy Sącz, Grybów, Ciężkowice    |                  |
| Maiss Ferdynand              | Städte                     | 17. Wahlkreis Bochnia, Wadowice                |                  |
| Makuch Iwan                  | Landgemeinden              | 32. Wahlkreis Tłumacz                          |                  |
| Mars Antoni                  | Großgrundbesitz            | 11. Wahlkreis Sadec                            |                  |
| Maryewski Franciszek         | Städte                     | 16. Wahlkreis Podgórze, Wieliczka              |                  |
| Męciński Józef               | Großgrundbesitz            | 6. Wahlkreis Tarnów                            |                  |
| Metekla Seweryn              | Landgemeinden              | 47. Wahlkreis Cieszanów                        |                  |
| Michał Dr                    | Landgemeinden              | 45. Wahlkreis Żółkiew                          |                  |
| Michalik Jacenty             | Landgemeinden              | 63. Wahlkreis Stary Sącz, Krynica              |                  |
| Milewski Józef               | Großgrundbesitz            | 14. Wahlkreis Stanisławów                      |                  |
| Misiński Marceli             | Städte                     | 14. Wahlkreis Stryj                            |                  |
| Moysa-Rosochacki Stefan      | Großgrundbesitz            | 15. Wahlkreis Kolomyia                         |                  |
| Mycielski Edward             | Landgemeinden              | 50. Wahlkreis Chrzanów                         |                  |
| Neumann Józef                | Städte                     | 1. Wahlkreis Lemberg                           |                  |
| Niezabitowski Stanisław      | Landgemeinden              | 2. Wahlkreis Gródek                            |                  |
| Nowakowski Michał            | Landgemeinden              | 29. Wahlkreis Bohorodczany                     |                  |
| Nowosielecki Stanisław       | Großgrundbesitz            | 8. Wahlkreis Sanok                             |                  |
| Okoń Eugeniusz               | Landgemeinden              | 58. Wahlkreis Kolbuszowa                       |                  |
| Okuniewski Teofil            | Landgemeinden              | 7. Wahlkreis Zaleszczyki                       |                  |
| Olearski Kazimierz           | Virilstimme                | Technische Akademie Lemberg                    |                  |
| Onyszkiewicz Mieczysław      | Großgrundbesitz            | 2. Wahlkreis Brzeziny                          |                  |
| Pelczar Józef Sebastian      | Virilstimme                | römisch-katholischer Bischof von Przemyśl      |                  |
| Perfecki Roman               | Landgemeinden              | 46. Wahlkreis Sokal                            |                  |
| Petruszewicz Egeniusz        | Landgemeinden              | 33. Wahlkreis Stryj                            |                  |
| Piłat Tadeusz                | Großgrundbesitz            | 11. Wahlkreis Sadec                            |                  |
| Pilch Wincenty               | Landgemeinden              | 51. Wahlkreis Bochnia                          |                  |
| Piniński Leon                | Landgemeinden              | 38. Wahlkreis Skałat                           |                  |
| Potocki Jan                  | Landgemeinden              | 24. Wahlkreis Sanok                            |                  |
| Rayski Albin                 | Großgrundbesitz            | 9. Wahlkreis Sambor                            |                  |
| Riedl Edmund                 | Städte                     | 1. Wahlkreis Lemberg                           |                  |
| Rittel Stanisław             | Handels- und Gewerbekammer | Brody                                          |                  |
| Rożankowski Teodor           | Landgemeinden              | 20. Wahlkreis Turka                            |                  |
| Rutowski Tadeusz             | Städte                     | 1. Wahlkreis Lemberg                           |                  |
| Sala Oktaw                   | Großgrundbesitz            | 4. Wahlkreis Złoczów                           |                  |
| Sandulak Iwan                | Landgemeinden              | 14. Wahlkreis Śniatyn                          |                  |
| Sapieha Adam                 | Virilstimme                | römisch-katholischer Bischof von Krakau        |                  |
| Sapieha Paweł                | Großgrundbesitz            | 10. Wahlkreis Żółkiew                          |                  |
| Sare Józef                   | Handels- und Gewerbekammer | Krakau                                         |                  |
| Schätzel Stanisław           | Städte                     | 20. Wahlkreis Brzeżany, Złoczów                |                  |
| Schmidt Józef Rajmund        | Städte                     | 5. Wahlkreis Tarnopol                          |                  |
| Schnell Oskar                | Großgrundbesitz            | 4. Wahlkreis Złoczów                           |                  |
| Serczyk Józef                | Landgemeinden              | 49. Wahlkreis Kraków                           |                  |
| Serwatowski Władysław        | Großgrundbesitz            | 7. Wahlkreis Ternopil                          |                  |
| Siengalewicz Włodzimierz     | Landgemeinden              | 44. Wahlkreis Przemyslany                      |                  |
| Siwula Jan                   | Landgemeinden              | 69. Wahlkreis Ropczyce                         |                  |
| Skarbek Aleksander           | Großgrundbesitz            | 9. Wahlkreis Sambor                            |                  |
| Skrzyński Stefan             | Großgrundbesitz            | 1. Wahlkreis Krakau                            |                  |
| Sozański Feliks              | Landgemeinden              | 19. Wahlkreis Sambor                           |                  |
| Srokowski Konstanty          | Städte                     | 2. Wahlkreis Krakau                            |                  |
| Stadnicki Stanisław          | Großgrundbesitz            | 3. Wahlkreis Przemyśl                          |                  |
| Stadnicki Stanisław Adam     | Landgemeinden              | 18. Wahlkreis Mościska                         |                  |
| Stapiński Jan                | Landgemeinden              | 56. Wahlkreis Krosno                           |                  |
| Staruch Tymoteusz            | Landgemeinden              | 3. Wahlkreis Brzeżany                          |                  |
| Starzyński Stanisław         | Virilstimme                | Rektor der Universität Lemberg                 |                  |
| Starzyński Tadeusz           | Großgrundbesitz            | 10. Wahlkreis Żółkiew                          |                  |
| Stroński Stanisław           | Großgrundbesitz            | 4. Wahlkreis Złoczów                           |                  |
| Szeptycki Andrzej Aleksander | Virilstimme                | griechisch-katholischer Erzbischof von Lemberg |                  |
| Tarnowski Stanisław          | Virilstimme                | Polska Akademia Umiejętności                   |                  |
| Tarnowski Zdzisław           | Landgemeinden              | 61. Wahlkreis Tyczyn, Strzyiów                 |                  |
| Teodorowicz Józef            | Virilstimme                | armenisch-katholischer Erzbischof von Lemberg  |                  |
| Teodorowicz Antoni           | Landgemeinden              | 12. Wahlkreis Horodenka                        |                  |
| Terazakoweć Hryńko           | Landgemeinden              | 22. Wahlkreis Rudki                            |                  |
| Tertil Tadeusz               | Städte                     | 11. Wahlkreis Tarnów                           |                  |
| Tomaka Wincenty              | Landgemeinden              | 57. Wahlkreis Rzeszów                          |                  |
| Trylowski Cyryl              | Landgemeinden              | 11. Wahlkreis Kolomyja                         |                  |
| Tyszkowski Paweł             | Landgemeinden              | 26. Wahlkreis Dobromil                         |                  |
| Urbański Mieczysław          | Großgrundbesitz            | 8. Wahlkreis Sanok                             |                  |
| Wałęga Leon                  | Virilstimme                | römisch-katholischer Bischof von Tarnów        |                  |
| Wanio Teodor                 | Landgemeinden              | 41. Wahlkreis Złoczów                          |                  |
| Winniczuk Łazarz             | Landgemeinden              | 28. Wahlkreis Stanisławów                      |                  |
| Witos Wincenty               | Landgemeinden              | 66. Wahlkreis Tarnów                           |                  |
| Wodzicki Antoni              | Großgrundbesitz            | 1. Wahlkreis Krakau                            |                  |
| Wójcicki Czesław             | Städte                     | 13. Wahlkreis Sambor                           |                  |
| Wolanin Stanisław            | Landgemeinden              | 60. Wahlkreis Nisko                            |                  |
| Zaleski Wacław               | Großgrundbesitz            | 1. Wahlkreis Krakau                            |                  |
| Załoziecki Roman             | Landgemeinden              | 48. Wahlkreis Rawa                             |                  |
| Zamorski Jan                 | Landgemeinden              | 74. Wahlkreis Żywiec                           |                  |
| Zamoyski Franciszek          | Landgemeinden              | 21. Wahlkreis Drohobycz                        |                  |
| Żardecki Bolesław            | Landgemeinden              | 59. Wahlkreis Łańcut                           |                  |
| Zaremba Hipolit              | Landgemeinden              | 34. Wahlkreis Dolina                           |                  |
| Zgórski Alfred               | Städte                     | 19. Wahlkreis Sanok, Krosno                    |                  |